# 三重県道65号度会玉城線
三重県道65号度会玉城線（みえけんどう65ごう わたらいたまきせん）は、三重県度会郡度会町から玉城町に至る県道（主要地方道）である。

## 概要
度会町北部の幹線道路となっている。一部区間はサニーロードと呼ばれる。

### 路線データ
- 起点：度会郡度会町川口字北村531番4[2]（飛瀬浦橋南の交差点）
- 終点：度会郡玉城町勝田字平田495番4[2]
- 総延長：7,889m[要出典]

## 歴史
1959年（昭和34年）1月25日に、三重県度会郡度会村を起点とし、同郡玉城町を終点とする三重県道718号度会玉城線が認定された。その後、同線は1994年（平成6年）4月1日に廃止され、即日三重県道65号度会玉城線が認定を受けた。
- 1993年（平成5年）5月11日 - 建設省から、県道度会玉城線の一部が度会玉城線として主要地方道に指定される[5]。
- 2023年（令和5年）2月20日 - 度会郡玉城町勝田地内の0.5 kmにおいてカーブ半径の拡大、車道の拡幅を行う道路改良工事が完成[6]。

## 路線状況

### 別名
サニーロード（度会町、玉城町）
この道路は三重県道169号玉城南勢線との交点以北の区間はサニーロードと呼ばれる。また、接続先の三重県道530号田丸停車場斎明線もサニーロードと呼ばれる。

### 利用状況
平日12時間交通量
| 地点             | 交通量  |
| 度会郡玉城町勝田 | 6,343台 |

## 地理

### 通過する自治体
- 度会郡
  - 度会町
  - 玉城町

### 接続する道路
- 三重県道22号伊勢南島線（起点）
- 三重県道38号伊勢大宮線（度会町棚橋）

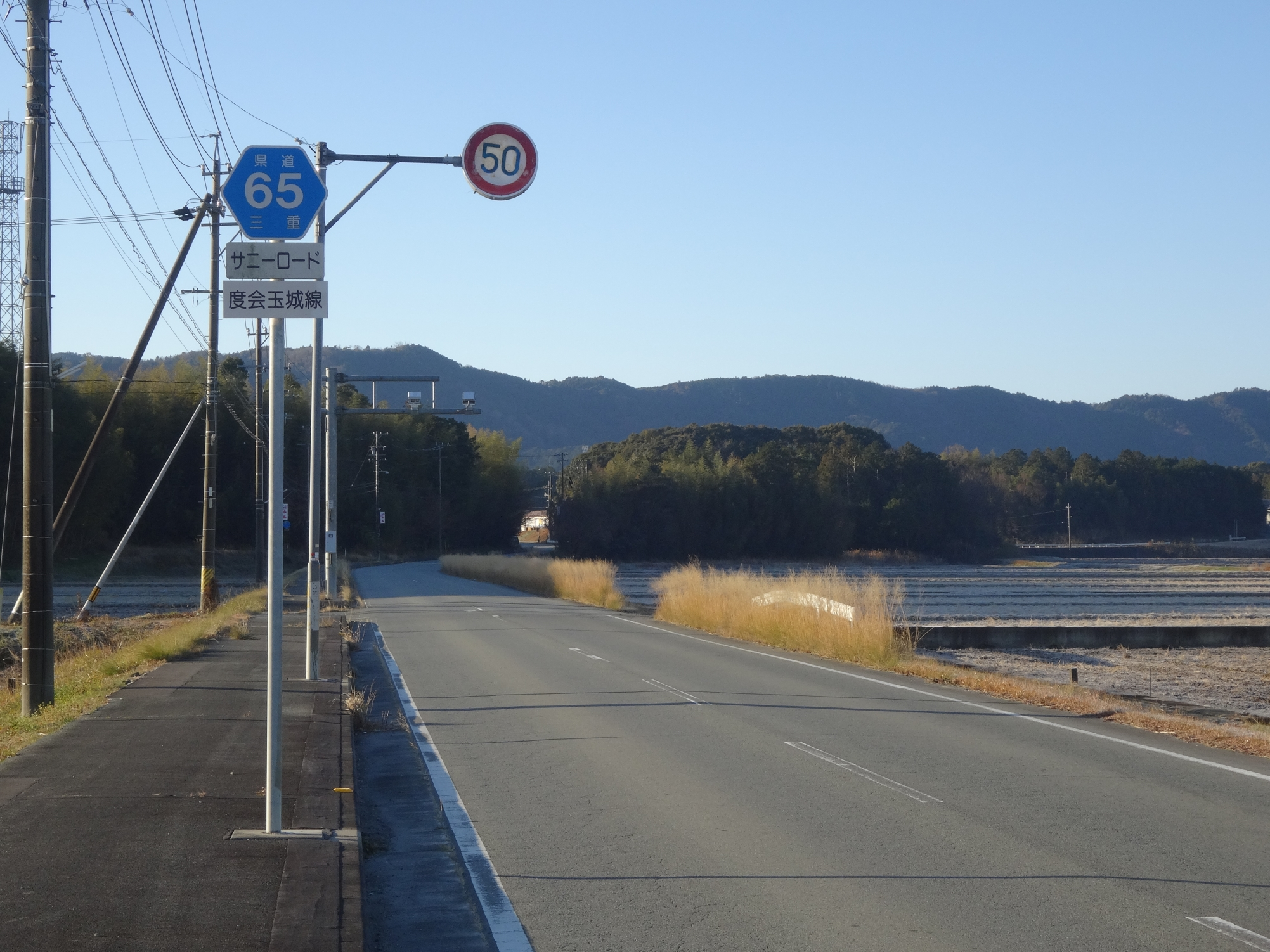
三重県道65号度会玉城線（三重県度会郡玉城町、勝田西交差点付近）

- 三重県道169号玉城南勢線（玉城町勝田（サニーロード）
- 伊勢自動車道玉城IC
- 三重県道13号伊勢多気線・三重県道530号田丸停車場斎明線（終点）

### 沿線にある施設など
度会町
- 内城田大橋
- 度会町立度会中学校
- 度会町役場
- 度会町美化センター
- 棚橋池

玉城町
- 勝田大池
- パナソニック電工伊勢工場
- 鴨下神社
- JA伊勢玉城営農センター

## 参考資料
- 『県別マップル24 三重県道路地図』（昭文社、2009年3版1刷発行、ISBN 978-4-398-62474-1 、58,70ページ）